# Lepidodactylus browni
Lepidodactylus browni là một loài thằn lằn trong họ Gekkonidae. Loài này được Pernetta & Black mô tả khoa học đầu tiên năm 1983.